# پارک ملی شمال شرق گرینلند
پارک ملی شمال شرق گرینلند (گرینلندی: Kalaallit Nunaanni nuna eqqissisimatitaq) بزرگترین پارک ملی جهان است. در سال ۱۹۷۴ ساخته شد و در سال ۱۹۸۸ به اندازه کنونی‌اش ۹۷۲٬۰۰۱ کیلومتر مربع (۳۷۵٬۰۰۰ مایل مربع) گسترش یافت. این پارک از همه کشورهای جهان به جز ۲۹ کشور بزرگتر است و تنها پارک ملی گرینلند محسوب می‌شود.

## حیوانات
حدود ۵٬۰۰۰ به ۱۵٬۰۰۰ خرس‌های متعدد قطبی و گراز دریایی، می‌توان در نزدیکی مناطق ساحلی پارک یافت کرد.

## نگارخانه

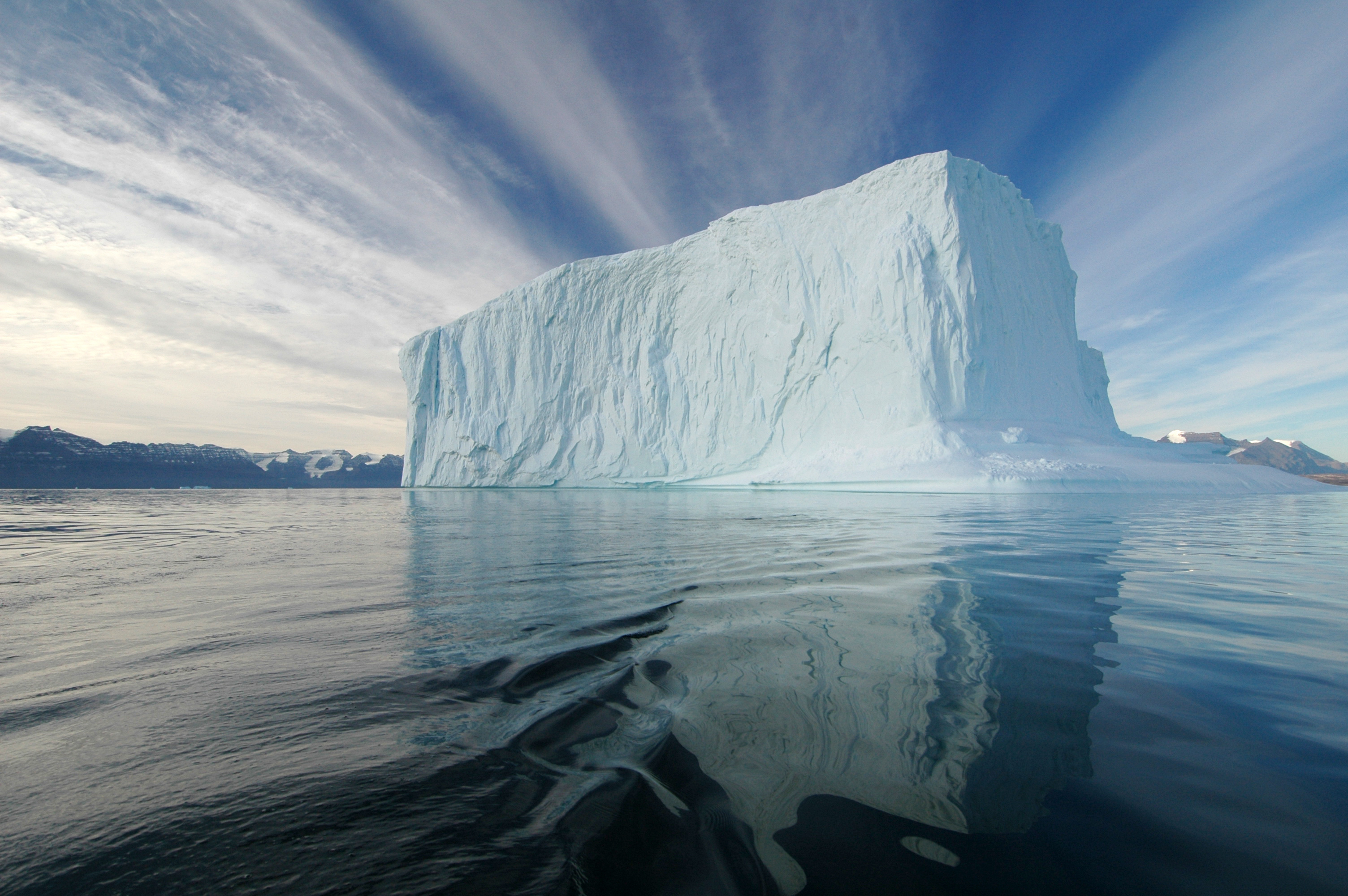
توده یخ در پارک ملی